# Caesar's Palace World Pro Championships
Il Caesar's Palace World Pro Championships è stato un torneo femminile di tennis che si disputava a Las Vegas negli USA.

## Albo d'oro

### Singolare
| Anno | Campionessa      | Finalista        | Punteggio |
| ---- | ---------------- | ---------------- | --------- |
| 1971 | Ann Haydon-Jones | Billie Jean King | 7-5, 6-4  |

### Doppio
| Anno | Campionesse              | Finalista                     | Punteggio     |
| ---- | ------------------------ | ----------------------------- | ------------- |
| 1971 | Françoise Dürr Ann Jones | Rosie Casals Billie Jean King | 0-6, 6-2, 6-4 |